# Orthaea glandulifera
Orthaea glandulifera är en ljungväxtart som beskrevs av J.L. Luteyn. Orthaea glandulifera ingår i släktet Orthaea och familjen ljungväxter. Inga underarter finns listade i Catalogue of Life.